# Reflex patel·lar
 El reflex patel·lar és un reflex d'estirament que prova els segments L2, L3 i L4 de la medul·la espinal. És present en molts animals a més d'humans, inclosos gossos, gats, cavalls i altres espècies de mamífers.

## Mecanisme

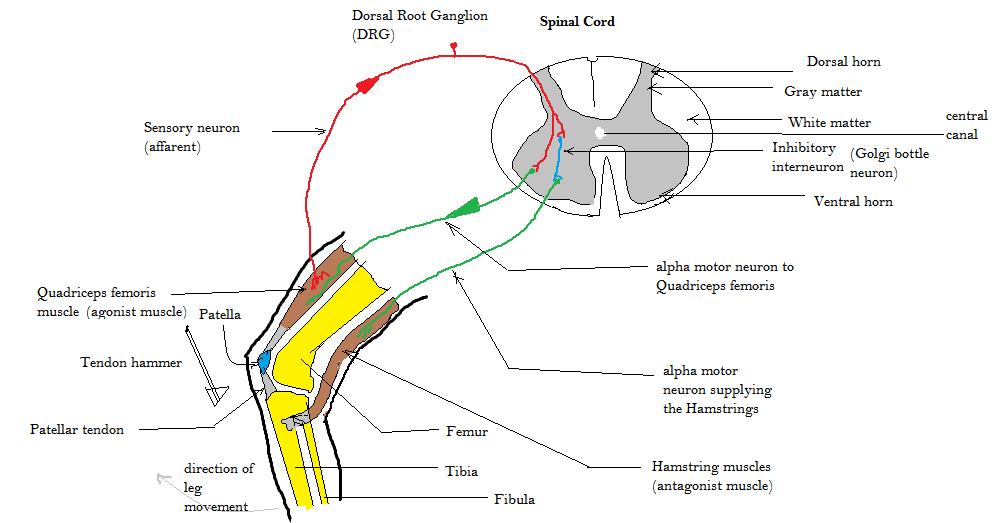
Representació de la via reflexa.

El cop del lligament rotular amb un martell de reflexos just a sota de la ròtula estira el fus muscular del múscul quàdriceps femoral. Això produeix un senyal que torna a la medul·la espinal i fa sinapsi (sense interneurones) a nivell de L3 o L4, completament independent dels centres superiors. A partir d'aquí, una motoneurona alfa condueix un impuls eferent cap al múscul quàdriceps femoral que provoca la contracció. Aquesta, coordinada amb la relaxació del múscul antagonista dels isquiotibials flexors fa que la cama emeti una coça. Hi ha una latència d'uns 18 mil·lisegons entre l'estirament del tendó patel·lar i l'inici de la contracció del múscul quàdriceps femoral. Aquest és un reflex de propiorecepció que ajuda a mantenir la postura i l'equilibri.
El reflex patel·lar és un exemple clínic i clàssic de l'arc reflex monosinàptic. No hi ha interneurona a la via que condueix a la contracció del quàdriceps. En canvi, la neurona sensorial fa sinapsis directament sobre una neurona motora de la medul·la espinal.

## Importància clínica
Després del cop d'un martell, la cama normalment s'estén una vegada i s'atura. L'absència o disminució d'aquest reflex és problemàtica, i es coneix com a signe de Westphal. Aquest reflex pot estar disminuït o absent en lesions de la motoneurona inferior i durant el son. D'altra banda, l'oscil·lació múltiple de la cama (reflex pendular) després del cop pot ser un signe de malalties del cerebel. Els reflexos tendinosos profunds exagerats (enèrgics) poden raure en lesions de la motoneurona superior, hipertiroïdisme, ansietat o nerviosisme. La prova en si avalua el teixit nerviós entre els segments L2 i L4, tots dos inclosos, de la medul·la espinal.
La prova sovint es realitza en infants per a comprovar l'estat del seu sistema nerviós.

## Història
Wilhelm Heinrich Erb (1840–1921) i Carl Friedrich Westphal (1833–1890) van informar simultàniament del tendó patel·lar o del reflex el 1875. El nom knee-jerk ("tibada de genoll") va ser registrat per Sir Michael Foster al Textbook of physiology l'any 1877: "Colpejar el tendó per sota de la ròtula resulta en una extensió sobtada de la cama, coneguda com a knee-jerk".